# Милосердов, Валерий Владимирович
Вале́рий Влади́мирович Милосе́рдов (11 августа 1951, Электросталь, РСФСР, СССР — 26 января 2015, Москва, Россия) — советский баскетболист. Защитник. Заслуженный мастер спорта СССР (1974).

## Биография
Родился 11 августа 1951 года в Электростали. Занимался баскетболом в муниципальной СДЮШОР, становился победителем и призёром всероссийских и всесоюзных соревнований, выступал за сборную Московской области.
Выступал за ЦСКА (Москва) (1970—1982).
По завершении карьеры игрока работал тренером в ЦСКА, второй сборной СССР, главным тренером Вооруженных Сил СССР по баскетболу.
В 2007 году В. В. Милосердову было присвоено звание «Почетный гражданин города Электросталь». Президент Электростальской федерации баскетбола.
Похоронен на кладбище села Леониха Щёлковского района Московской области.

## Семья
Жена — Милосердова Людмила Степановна (22.08.1949 — 22.05.2021)
- сыновья — Владимир (06.01.1976 — 12.10.2001) и Александр (1980 г.р.), также известный баскетболист[3][4], дочь Ольга (1984 г.р.).

## Память
12 августа 2017 года у спортивной школы олимпийского резерва по игровым видам спорта торжественно открыта памятная стела в честь Валерия Милосердова

## Достижения
- Бронзовый призёр ОИ-1976, 1980
- Чемпион мира 1974
- Серебряный призёр ЧЕ-1975, 1977
- Бронзовый призёр ЧЕ-73
- Обладатель Кубка европейских чемпионов 1971
- Обладатель Межконтинентального Кубка 1975, 1977
- Победитель Мемориала Ю. Гагарина 1974, 1978
- Чемпион СССР 1970—1974, 1976—1982
- Обладатель Кубка СССР 1972, 1973
- Серебряный призёр чемпионата СССР 1975 г.
- Победитель Спартакиады народов СССР 1971, 1975, 1979